# Anosia mysolica
Anosia mysolica är en fjärilsart som beskrevs av Moore 1883. Anosia mysolica ingår i släktet Anosia och familjen praktfjärilar. Inga underarter finns listade i Catalogue of Life.